# Rudawa

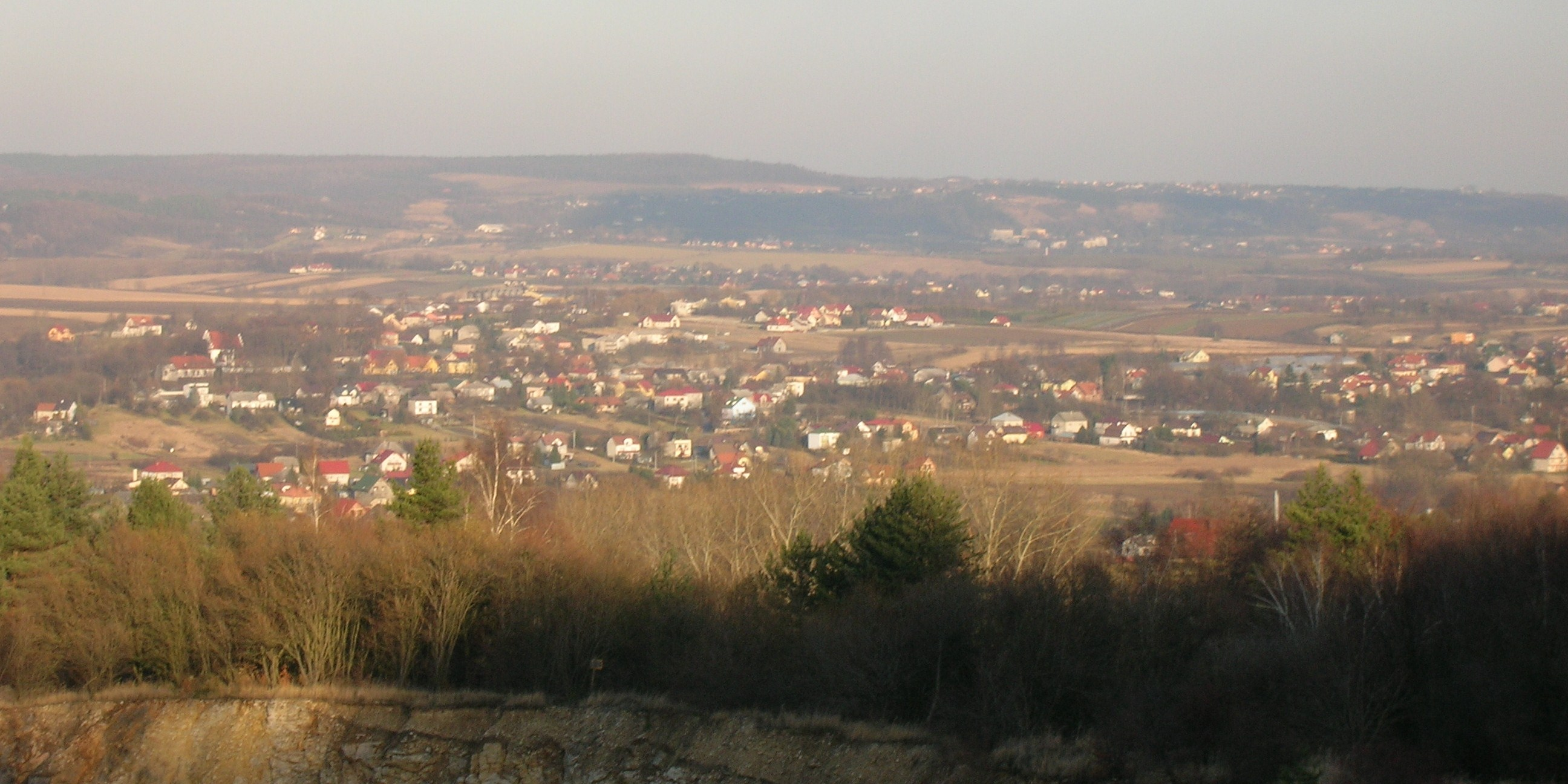
Rudawa

Rudawa je vesnice v severozápadní části Malopolského vojvodství. V roce 2010 zde žilo 1 720 obyvatel. Leží asi 19 kilometrů západně od Krakova. První písemná zmínka o obci je z roku 1185.

## Infrastruktura
- Železniční stanice Rudawa
- kostel všech svatých
- škola
- hřiště LKS Orlęta
- hřbitov
- sbor dobrovolných hasičů
- čerpací stanice

## Náboženství
- římskokatolická církev: farnost všech svatých

## Osobnosti
- Henryk Sienkiewicz
- Adam Nawałka

## Další informace
Na místním nádraží začíná populární turistická trasa Szlak Warovni Jurajskich.